# Pulmo, Șațk
Pulmo (în ucraineană Пульмо) este localitatea de reședință a comunei Pulmo din raionul Șațk, regiunea Volînia, Ucraina.

## Demografie
Componența lingvistică a localității Pulmo
     Ucraineană (98,57%)
     Rusă (1,21%)
     Alte limbi (0,21%)
Conform recensământului din 2001, majoritatea populației localității Pulmo era vorbitoare de ucraineană (98,57%), existând în minoritate și vorbitori de rusă (1,21%).